# 西肯辛頓
西肯辛頓（West Kensington）是倫敦西部的一個地區，大部分地區屬漢默史密斯-富勒姆倫敦自治市，西部的部分地區屬皇家肯辛頓和切爾西倫敦自治市，位於查令十字以西3.4英里 （5.5公里）。這裡是奧林匹亞展覽中心和女王俱樂部的所在地。

## 外部連結
- W14 Community Site
- The Queen's Club （页面存档备份，存于）
- Aegon Championships （页面存档备份，存于）
- Earl's Court & Olympia （页面存档备份，存于）
- My Earl's Court Website （页面存档备份，存于）